# High Voltage Festival (album)
High Voltage Festival è un album dal vivo del gruppo musicale britannico Emerson, Lake & Palmer, pubblicato il 5 ottobre 2010 dalla Concert Live.

## Descrizione
L'album documenta integralmente il concerto col quale Emerson, Lake & Palmer celebrarono il loro quarantennale il 25 luglio 2010 al Victoria Park di Londra, di fronte a circa ventimila persone, nel corso del primo High Voltage Festival. I tre non suonavano dal vivo assieme dal 1998 e questo concerto fu anche il loro ultimo in assoluto. L'esibizione fu anche filmata per intero e pubblicata nel 2011 nei formati DVD e Blu-ray con il titolo: 40th Anniversary Concert.

## Tracce
CD 1
1. Karn Evil 9: 1st impression, Part 2 (abbreviated) – 5:57
2. The Barbarian – 5:07
3. Bitches Crystal – 4:44
4. Knife-Edge – 5:46
5. From the Beginning – 5:10
6. Touch and Go – 3:22
7. Take a Pebble (abbreviated) – 5:50
8. Tarkus (excerpts) – 12:41

Durata totale: 48:37
CD 2
1. Farewell to Arms – 6:02
2. Lucky Man – 6:31
3. Pictures at an Exhibition Medley – 16:22
4. Fanfare for the Common Man / Drum Solo / Rondo – 12:33

Durata totale: 41:28

## Formazione
- Keith Emerson – tastiere
- Greg Lake – basso, chitarra, voce
- Carl Palmer – batteria, percussioni